# Комиссар (гурт)
«Комиссар» — російський музичний гурт.

## Історія
Гурт «Комиссар» з'явився на початку 1990-х років. У 1991 році отримав премію (рос.) «Овация». У 1991—1993 роках гурт активно гастролював та став дипломантом фестивалю (рос.) «Звездный дождь», лауреатом фестивалю (рос.) «Звуковая дорожка» газети (рос.) «Московский комсомолец», отримав диплом фестивалю (рос.) «Золотой ключ». Надалі, в середині 90-х років, гурт пережив творчу кризу. У 2000-ні роки гурт «Комиссар» випустив кілька альбомів.
Музику і аранжировки для пісень гурту робили Леонід Величковський (гурт "Технологія") (1991) і Сергій Кузнєцов (Ласковый май) (1997-2003)